# Driehoekkapoentje
Het driehoekkapoentje (Scymnus interruptus) is een kever uit de familie van de lieveheersbeestjes (Coccinellidae).
De volwassen kever wordt 1,5 tot 2,2 mm lang. De dekschilden zijn zwart met een oranjerode driehoekvormige vlek op de voorste helft. De soort leeft van bladluizen.
De soort komt verspreid over het Palearctisch gebied voor.